# Sophie Rodriguez
Pour les articles homonymes, voir Rodriguez.
Sophie Rodriguez, née le 7 juillet 1988 à Echirolles, est une ancienne snowboardeuse française, spécialiste du half-pipe.

## Carrière
Elle débute les sports d’hiver à 3 ans avec le ski mais se passionne très vite pour le snowboard dès ses 6 ans, en 1994. Sa première compétition internationale a lieu en 2003, lors d’une étape de la Coupe du monde à Serre Chevalier où elle rafle une médaille d’argent. L’année suivante elle remporte l’étape de Kreischberg de la Coupe du Monde. Très jeune, en 2006, elle participe à ses premiers Jeux olympiques et se classera 13e en Half-pipe. 4 ans plus tard, en 2010 Sophie a beaucoup progressé et accroche une 5e place à Vancouver.
Elle obtient en 2013 une médaille de bronze au Championnat du Monde. Sophie Rodriguez a également à son palmarès, une médaille de bronze au X-Games Europe en Half-pipe. 
En 2013, parallèlement à sa carrière de sportif de haut niveau, Sophie intègre le dispositif Athlètes SNCF en tant que Chargée de Communication à Chambéry. Détachée à 100% pour les Jeux olympiques de Sotchi, elle termine 7e de l'épreuve surf des neiges halfpipe dames au J.O. de Sotchi et meilleure française.
Après la fin de sa carrière sportive, Sophie Rodriguez effectue une reconversion professionnelle dans le photojournalisme.

## Palmarès

### Jeux olympiques
| Épreuve / Édition   |     |
| Halfpipe            |     |
| JO 2006 Turin       | 13e |
| JO 2010 Vancouver   | 5e  |
| JO 2014 Sotchi      | 7e  |
| JO 2018 Pyeongchang | 10e |

### Championnats du monde
| Épreuve / Édition                             | Halfpipe | Snowboardcross |
| Mondiaux Juniors 2003 Prato Nevoso            | 14e      | —              |
| Mondiaux Juniors 2004 Klínovec Oberwiesenthal | Or       | 29e            |
| Mondiaux Juniors 2005 Zermatt                 | Or       | Or             |
| Mondiaux Juniors 2008 Valmalenco              | Or       | —              |

| Épreuve / Édition         | Halfpipe | Snowboardcross |
| Mondiaux 2005 Whistler    | 9e       | 10e            |
| Mondiaux 2007 Arosa       | 16e      | —              |
| Mondiaux 2009 Gangwon     | 14e      | —              |
| Mondiaux 2011 La Molina   | 12e      | —              |
| Mondiaux 2013 Stoneham    | Bronze   | —              |
| Mondiaux 2015 Kreischberg | 5e       | —              |

### Coupe du monde
- Meilleur classement général : 13e en 2006.
- 3e du classement de Halfpipe en 2006, 2009 et 2013.
- 16 podiums (dont 2 victoires).

#### Différents classements en Coupe du monde
| Année/Classement | Général | Général | Halpipe | Halpipe | Snowboardcross | Snowboardcross |
| ---------------- | ------- | ------- | ------- | ------- | -------------- | -------------- |
| Année/Classement | Class.  | Points  | Class.  | Points  | Class.         | Points         |
| 2002-2003        | —       | —       | 24e     | 800     | —              | —              |
| 2003-2004        | —       | —       | 8e      | 2 380   | —              | —              |
| 2004-2005        | —       | —       | 5e      | 2 310   | 15e            | 1 680          |
| 2005-2006        | 13e     | 3 606   | 3e      | 3 560   | 51e            | 46             |
| 2006-2007        | 63e     | 740     | 19e     | 740     | —              | —              |
| 2007-2008        | 33e     | 1 970   | 8e      | 1 970   | —              | —              |
| 2008-2009        | 22e     | 2 270   | 3e      | 2 270   | —              | —              |
| 2009-2010        | 38e     | 1 450   | 10e     | 1 450   | —              | —              |
| 2010-2011        | —       | —       | 7e      | 1 400   | —              | —              |
| 2011-2012        | —       | —       | 6e      | 1 250   | —              | —              |
| 2012-2013        | —       | —       | 3e      | 2 600   | —              | —              |
| 2013-2014        | —       | —       | 6e      | 1 220   | —              | —              |
| 2014-2015        | —       | —       | 6e      | 620     | —              | —              |
| 2015-2016        | —       | —       | 8e      | 1 100   | —              | —              |
| 2016-2017        | —       | —       | 21e     | 520     | —              | —              |
| 2017-2018        | —       | —       | 28e     | 386     | —              | —              |

#### Détail des podiums
| #  | Date       | Rés. | Lieu              | Discipline     |
| -- | ---------- | ---- | ----------------- | -------------- |
| 01 | 08.03.2003 | 2e   | Serre Chevalier   | Halfpipe       |
| 02 | 23.01.2004 | 1re  | Kreischberg       | Halfpipe       |
| 03 | 12.03.2004 | 2e   | Bardonnèche       | Halfpipe       |
| 04 | 14.12.2004 | 3e   | Nassfeld-Hermagor | Snowboardcross |
| 05 | 26.02.2005 | 2e   | Sungwoo Resort    | Halfpipe       |
| 06 | 19.01.2006 | 3e   | Leysin            | Halfpipe       |
| 07 | 20.01.2006 | 3e   | Leysin            | Halfpipe       |
| 08 | 27.01.2008 | 3e   | Bardonnèche       | Halfpipe       |
| 09 | 29.02.2008 | 3e   | Calgary           | Halfpipe       |
| 10 | 31.10.2008 | 3e   | Saas-Fee          | Halfpipe       |
| 11 | 05.11.2009 | 3e   | Saas-Fee          | Halfpipe       |
| 12 | 03.11.2011 | 2e   | Saas-Fee          | Halfpipe       |
| 13 | 26.08.2012 | 2e   | Cardrona          | Halfpipe       |
| 14 | 14.02.2013 | 3e   | Sotchi            | Halfpipe       |
| 15 | 27.03.2013 | 1re  | Sierra Nevada     | Halfpipe       |
| 16 | 30.08.2015 | 3e   | Cardrona          | Halfpipe       |

### Coupe d'Europe
- Meilleur classement général : 3e en 2012 (500 points).
- 3 podiums (dont 2 victoires).

| #  | Date       | Rés. | Lieu        | Discipline |
| -- | ---------- | ---- | ----------- | ---------- |
| 01 | 29.01.2006 | 1re  | Montgenèvre | Halfpipe   |
| 02 | 24.10.2008 | 2e   | Saas-Fee    | Halfpipe   |
| 03 | 27.10.2011 | 1re  | Saas-Fee    | Halfpipe   |

### X Games
| Épreuve/Édition       | Lieu      | HalfPipe |
| --------------------- | --------- | -------- |
| Winter X Games : 2007 | Aspen, CO | 9e       |
| Winter X Games : 2011 | Aspen, CO | 12e      |
| Winter X Games : 2014 | Aspen, CO | 7e       |
| Winter X Games : 2017 | Aspen, CO | —        |

| Épreuve/Édition       | Lieu   | HalfPipe |
| --------------------- | ------ | -------- |
| X Games Europe : 2010 | Tignes | 3e       |
| X Games Europe : 2012 | Tignes | 9e       |
| X Games Europe : 2016 | Oslo   | 7e       |

### Championnats de France
| Discipline      | Année | Année | Année | Année              | Année | Année             | Année         | Année              | Année         | Année         | Année             |
| Discipline      | 00    | 01    | 03    | 04                 | 05    | 06                | 08            | 12                 | 13            | 14            | 15                |
| --------------- | ----- | ----- | ----- | ------------------ | ----- | ----------------- | ------------- | ------------------ | ------------- | ------------- | ----------------- |
| Halfpipe        | 18e   | 21e   | —     | Médaille d'or      | 15e   | Médaille d'argent | Médaille d'or | Médaille d'or      | Médaille d'or | Médaille d'or | Médaille d'argent |
| Géant parallèle | —     | —     | —     | —                  | —     | 17e               | —             | —                  | —             | —             | —                 |
| Slopestyle      | —     | —     | —     | —                  | —     | —                 | —             | Médaille de bronze | —             | —             | —                 |
| Snowboardcross  | 16e   | 21e   | 6e    | Médaille de bronze | —     | Médaille d'or     | —             | 6e                 | —             | —             | —                 |

### Autres
- 2005 :  Médaille d'or en halfpipe — Festival olympique de la jeunesse européenne ( Monthey).
- 2011 :  Médaille d'argent en halfpipe — Universiade ( Erzurum).